# Stalachtis cleove
Stalachtis cleove är en fjärilsart som beskrevs av Otto Staudinger 1888. Stalachtis cleove ingår i släktet Stalachtis och familjen juvelvingar. Inga underarter finns listade i Catalogue of Life.